# Vitmoss-skål
Vitmoss-skål (Pseudoplectania sphagnophila) är en svampart som först beskrevs av Christiaan Hendrik Persoon, och fick sitt nu gällande namn av Kreisel 1962. Vitmoss-skål ingår i släktet Pseudoplectania och familjen Sarcosomataceae.  Arten är reproducerande i Sverige. Inga underarter finns listade i Catalogue of Life.